# Parada de Lucas
Parada de Lucas ou simplesmente conhecido como Lucas, é um bairro na Zona Norte do município do Rio de Janeiro, no estado do Rio de Janeiro, no Brasil. Sua favela integra o conhecido Complexo de Israel, um conjunto de comunidades, que vai de Vigário Geral à Penha Circular. O complexo conta com uma população de 140 000 habitantes.
Seu índice de desenvolvimento humano, no ano 2000, era de 0,745, o 117º colocado entre 126 regiões analisadas no município do Rio de Janeiro. Faz fronteira com os bairros Vigário Geral, Vista Alegre, Irajá e Cordovil, e também com o município de Duque de Caxias. Abrange a Avenida Brasil, onde há uma curva acentuada em direção à Zona Oeste.
O comércio local é composto essencialmente por bares e mercearias, predominantemente conduzidos por descendentes de migrantes nordestinos.

## Cultura
No âmbito cultural, o bairro tem como principal destaque o Samba. A Unidos de Lucas é a escola de samba que se torna presente durante o Carnaval do Rio de Janeiro. Atualmente disputa a Serie B do carnaval carioca pela Livres. A escola de samba costuma atrair milhares de pessoas durante o ano com suas atrações, principalmente durante o Carnaval.
A Paroquia de São Sebastião de Parada de Lucas é um dos grandes destaques do bairro também. Durante o mês de Janeiro, mais precisamente no dia 20, ocorre a tradicional Festa de São Sebastião que atrai centenas de fieis durante o festejo. 
Existe ainda no bairro o Espaço Cultural Bumba Meu Boi Brilho De Lucas. Grupo folclórico tradicional que todos os anos, no período de Festa junina, organiza sua festa e sua apresentação de Bumba meu boi.

O bairro foi homenageado pelo cantor Ed Motta em seu primeiro álbum em conjunto com a banda Conexão Japeri. A canção que leva o nome do bairro é um funk alegre e dançante sobre o bairro, localizado na zona norte do Rio de Janeiro. Na letra, Ed diz que vai para aquele lugar para dançar e curtir um som.
- Commons